# Fantastic Contraption
Fantastic Contraption est un jeu vidéo de puzzle développé par Northway Games et édité par inXile Entertainment, sorti en 2008 au format Flash puis sur iOS.
Il a fait l'objet d'un remake en 2016 en réalité virtuelle sur HTC Vive.

## Accueil
Il est cité dans Les 1001 jeux vidéo auxquels il faut avoir joué dans sa vie. Lors de l'Independent Games Festival 2009, le jeu a été nommé dans la catégorie du prix Nuovo.